# اویوسرداخ
اویوسارداخ ( روسی: Ойусардах ; یاقوتی: Ойууһардаах, Oyuuhardaax ) یک منطقه روستایی (a selo ) و مرکز اداری  در ناحیه سردنکولیمسکی در جمهوری یاقوتستان ، روسیه است.